# Alexander IV av Makedonien
Alexander IV (grekiska: Αλέξανδρος Δ'), 323–309 f.Kr., son till Alexander den store och Roxana.
När Alexander IV var 13 år gammal blev både han och modern Roxana mördade av Kassandros.
Alexander IV föddes efter sin fars död, och utropades vid sin födelse till kung under namnet Alexander IV i samregering med sin farbror, Alexanders svagsinte bror Filip Arradios. Båda samregenter, den ene minderårig och den andra svagsint, placerades under förmyndarregering under den ställföreträdande regenten Antipatros. Han och hans mor Roxana fördes som symboler för Alexanders rike till Makedonien där de placerades i Antipatros' förvar. När Antipatros avled 319 flydde Roxana med sin son till sin före detta svärmor Olympias i Epiros. År 317 följde hon med Olympias då denna invaderade Makedonien och övertog regentskapet. När Kassander 316 erövrade regentskapet från Olympias och avrättade henne, hamnade Roxana och hennes son i hans förvar. I den fred som slöts mellan diadokterna år 311 f.Kr. tilldelades Kassander formellt förmyndarskapet, men bara som ställföreträdande regent så länge Alexander var minderårig. Kassander lät därför mörda både Roxana och hennes son Alexander antingen 310/309, när hennes son var omkring 14 år.